# Miguel Vidal Cantos

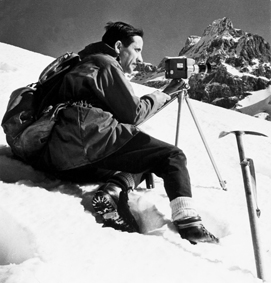
Miguel Vidal.

Miguel Vidal Cantos (Valencia 6/11/1919 – Zaragoza 22/2/2006) está considerado como el pionero del cine de montaña en Aragón.
Miguel nace en Valencia, pero a los pocos días sus padres se trasladan a Ainsa, en Huesca, donde pasaría toda su infancia y donde toma contacto con el mundo de la montaña.
Al comenzar sus estudios se radica en Zaragoza, donde echa raíces y pasa la mayor parte de su vida.
En su juventud se aficiona a la fotografía, pasando, a continuación a la realización de películas de pequeño formato. Influido por las películas de Luis Trenker, se especializa en el cine de montaña.
Forma parte de Montañeros de Aragón, sociedad deportiva en la que desempeñó varios cargos, incluido el de Presidente. Estuvo también vinculado al club Peña Guara de Huesca y colaboró con otras asociaciones y actividades deportivas aragonesas.
Especialista de temas de montaña y conocedor de los Pirineos y los Alpes, también participó en escaladas en otros macizos españoles; llegando a obtener tres medallas de plata de la Federación Aragonesa de Montañismo.
A finales de la década de los cincuenta se vinculó al Club Cine Mundo (Cine Club Saracosta), a partir de su participación en el Festival Internacional de Cine Amateur de la Ciudad de Zaragoza.
Dirigió cerca de treinta películas a lo largo de veinte años que le valieron diversos premios en festivales de cine amateur de Francia y España; todas ellas en pequeño formato. La mayoría están relacionadas con la montaña, pero también las hay de tipo costumbrista. Hoy en día, está considerado como el pionero del cine de montaña en Aragón.
Su medio de vida, hasta su jubilación, fue como oficial del Servicio de Farmacia Militar.

## Entre los premios que obtuvo se pueden destacar
- Gran Premio de Honor del Festival de Cine de Pau.
- Mención Especial en el Festival Mundial de Cine Amateur de París.
- Premio del Certamen de Cine de Montaña de Madrid.
- Medalla de Plata en el Certamen Nacional de Cine Amateur de Barcelona.
- Diploma del Certamen de Cine de Montaña de D´Allos (Francia).
- Premio de Cine Amateur a la película de Más Difícil Realización.
- Primer Premio en el Ciclo de Cine Amateur de Televisión Española.
- Primer Premio en el Certamen Internacional de Cine Amateur de Zaragoza.
- Premio “Segundo de Chomón” del Ayuntamiento de Zaragoza.